# Henri Bernère
Henri Bernère, né le 14 octobre 1856 à Lorp-Sentaraille (Ariège) et mort le 5 février 1914 à Saint-Girons (Ariège), est un homme politique français.

## Biographie
Avocat au barreau de Saint-Girons, conseiller général de l'Ariège de 1892 à 1898 (canton de Saint-Lizier) puis à nouveau en 1907 (canton de Saint-Girons), il est maire de Saint-Girons de 1905 à 1914. Dans un contexte politique local très tendu, il échoue deux fois aux élections législatives, en 1898 et 1902 contre Léon Galy-Gasparrou. Il est finalement élu sénateur de l'Ariège en 1912, inscrit au groupe de la gauche démocratique radicale et radicale socialiste, mais il tombe rapidement malade et ne se rend que très peu à Paris.

## Hommage
Une avenue de Saint-Girons porte son nom.

## Sources
- Ressource relative à la vie publique :   - Sénat
- « Henri Bernère », dans le Dictionnaire des parlementaires français (1889-1940), sous la direction de Jean Jolly, PUF, 1960 [détail de l’édition]
- Louis Claeys, Deux siècles de vie politique dans le département de l'Ariège, 1789-1989, Pamiers